# City polismästardistrikt

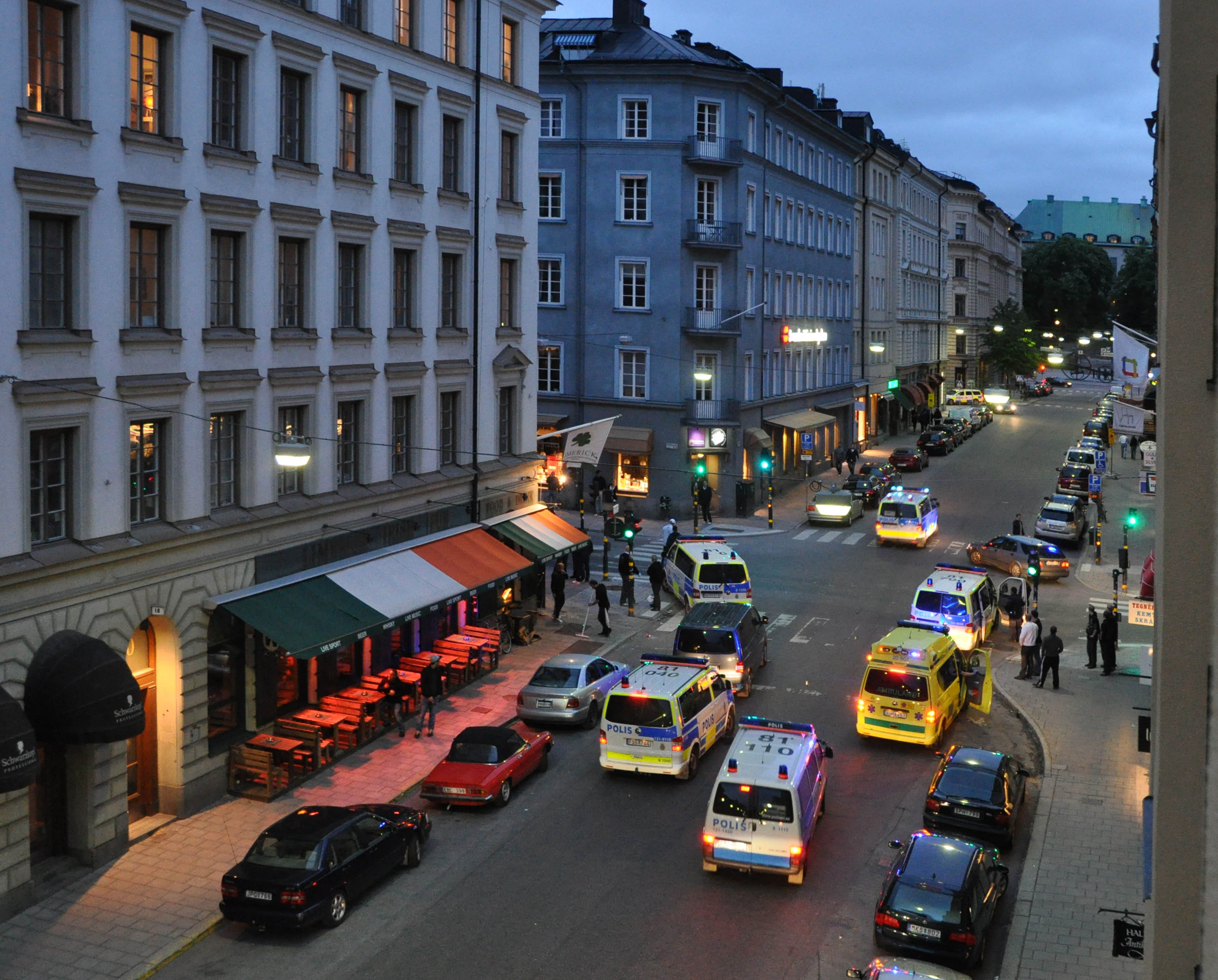
Polisingripande på Tegnérgatan

City polismästardistrikt var ett av Stockholms läns åtta polismästardistrikt fram till och med år 2014. Distriktet bestod geografiskt av Stockholms innerstad och Lidingö kommun.
Det finns två huvudstationer: en är belägen vid Kungsholmsgatan på Kungsholmen och den andra på Torkel Knutssonsgatan på Södermalm.
Efter polisens omorganisation 2015, då Polismyndigheten i Stockholms län uppgick i Polismyndigheten, motsvaras detta distrikt av Polisområde Stockholm City inom Polisregion Stockholm.